# Markose Bristow
Markose Bristow (* 31. März 1970) ist ein indischer Badmintonspieler. 

## Karriere
Markose Bristow gewann 1999 seinen ersten nationalen Titel in Indien. Vier weitere Titel folgten bis 2004. 2004 gewann er auch die Pakistan International und die Südasienspiele.

## Sportliche Erfolge
| Saison | Veranstaltung                 | Disziplin    | Platz | Name                              |
| ------ | ----------------------------- | ------------ | ----- | --------------------------------- |
| 1999   | Indien: Einzelmeisterschaften | Herrendoppel | 1     | Markose Bristow / Vijaydeep Singh |
| 2001   | Indien: Einzelmeisterschaften | Mixed        | 1     | Markose Bristow / Madhumita Bisht |
| 2002   | Indien: Einzelmeisterschaften | Herrendoppel | 1     | Markose Bristow / Rupesh Kumar    |
| 2003   | Indien: Einzelmeisterschaften | Herrendoppel | 1     | Markose Bristow / Rupesh Kumar    |
| 2004   | Pakistan International        | Mixed        | 1     | Markose Bristow / B. R. Meenakshi |
| 2004   | Südasienspiele                | Mixed        | 2     | Markose Bristow / Manjusha Kanwar |
| 2004   | Südasienspiele                | Herrendoppel | 1     | Rupesh Kumar / Markose Bristow    |
| 2004   | Indien: Einzelmeisterschaften | Mixed        | 1     | Markose Bristow / B. R. Meenakshi |